# Алёхин, Алексей Давидович
Алексе́й Дави́дович Алёхин (род. 13 июня 1949, Москва) — русский поэт, критик и эссеист, редактор. Главный редактор журнала «Арион» (1994—2019).

## Биография
Окончил факультет журналистики МГУ. Работая с 1968 года в технике свободного стиха (верлибра), не признававшейся официальной советской литературой, вынужден был более 20 лет зарабатывать журналистикой. С 1969 по 1990 год работал в журнале «Советский Союз». 
Много путешествовал по стране, в начале 90-х около полутора лет провел в Китае (1990–1991), впечатления и размышления о котором составили книгу «Письма из Поднебесной» (1995).
В 1994 году основал и бессменно возглавлял первый в истории российской словесности «толстый» поэтический журнал «Арион», на протяжении многих лет остававшийся единственным специализированным поэтическим журналом России.
Первый андеграундный поэтический сборник «Природа вещей» выпустил в 1983 году, а первая публикация стихов в официальной печати состоялась в 1987-м.
С 1994 года стихи и лирическая проза Алёхина печатаются во всех ведущих российских литературных журналах.
В последующие годы выпустил девять книг стихов и поэтической прозы, в том числе «Записки бумажного змея» (2005), «Псалом для пишмашинки» (2006), «Голыми глазами» (2010), «Полёт жука» (2011), «Временное место» (2014), а также книжку для детей «Расскажу про Пятилапа» (2015).
В основе поэзии Алёхина лежит свободный стих, часто подвергаемый дополнительной метризации и насыщенный аллитерациями. Поэзии Алёхина свойственна эффектная метафора. Частые темы Алёхина — путевые впечатления (в широком диапазоне: от русского Севера до Средней Азии), неожиданные моменты экзотичного быта и чужой культуры.
Алексей Алехин — один из создателей и ведущих мастеров современного русского свободного стиха. Для его поэтики характерны ориентация на зрительно воспринимаемые словесные образы и внимание к деталям бытия в сочетании с парадоксализмом мышления.
Стихи А. Д. Алехина переводились на немецкий, английский, французский, литовский, грузинский, итальянский, китайский, азербайджанский, португальский, арабский, иврит, польский, румынский, болгарский, македонский и др. языки.
С середины 1990-х Алёхин также регулярно выступает с критическими статьями и эссе, посвященными современной поэзии, в которых проводит мысль о тупиковости авангардных тенденций в русском стихе, размышляет о проблемах поэтического творчества, в частности русского верлибра, и трудностях становления молодых поэтов. Эти работы также переводились на многие языки мира.
Ведущий семинара поэзии журнала "Новый Мир" в рамках форума молодых писателей "Липки" 

## Труды
- Природа вещей. — М. (40 зкз.), 1983. (Выпущена самиздатом)
- Вопреки предвещаниям птиц. — М.: Издательство Русанова, 1994.
- Стихи. — М.: Музей Сидура, 1994.
- По воскресной Европе. — М.: РИК Русанова, 1997.
- Пиктограммы. — М.: РИК Русанова, 1999.
- Записки бумажного змея. — М.: Время, 2005.
- Псалом для пишмашинки. — М.: ОГИ, 2006.
- Голыми глазами: не только проза. — М.: АСТ: Астрель, 2010.
- Полет жука. — М.: Астрель: Аванта+, 2011.
- Временное место. — М.: Время, 2014.
- Расскажу про Пятилапа. — М.: Клевер-Медиа-Групп, 2015.

## Премии
- премия «Петрополь» (2004)
- премия журнала «Новый мир» (2013)
- диплом поэтической премии «Antologia» (2017)